# Персистенція
Персистенція ( лат. persistere — залишатися, упиратися) — тривале збереження збудника в організмі. При гострій інфекційній хворобі час перебування вірусу в організмі визначає тривалість інкубаційного періоду і періоду неускладненого клінічного перебігу хвороби. Збереження вірусу довше цього терміну — це є персистенція; у ряді випадків вірусного зараження вона триває місяцями і роками, іноді все життя.

Персистуючий бактеріофаг існує в бактеріях у вигляді неінфекційного профага, активація якого викликає лізис бактерій. Залежно від наявності чи відсутності зовнішніх проявів феномена П. патогенних чи потенційно патогенних вірусів розрізняють: латентні вірусні інфекції з періодичними загостреннями (чи без них), у проміжках між ними вірус не виявляється; хронічні вірусні інфекції з вірусом, що постійно виділяється, з більш-менш вираженими ознаками захворювання організму (чи пошкодження клітин); повільні вірусні інфекції, що характеризуються тривалим, іноді багаторічним інкубаційним періодом з наступним неухильним розвитком захворювання, що спричиняє загибель організму. 

Чимало дослідників включають у цю класифікацію групу персистентних вірусних інфекцій з безсимптомним перебігом, що не супроводжуються постійним виділенням у довкілля вірусу. П. вірусів, є безсимптомними чи з маловираженими ознаками ушкодження, називають також вірусоносійством. Особливу епідеміологічну небезпеку становлять персистентні вірусні інфекції, при яких у довкілля виділяється вірус. У той же час П. вірусів має велике значення в екології збудників, тому що сприяє збереженню вірусу як виду. П. вірусів залежить від ступеня резистентності організму: чим менш сприйнятливий організм до даного вірусу, тим частіше спостерігаються приховані форми інфекції. Відносна стійкість організму (чи клітин) до деяких вірусів може бути зумовлена генетичними й імунологічними факторами. 

У процесі П. вірусів можуть змінюватися властивості вірусної популяції: можливе зниження ступеня вірулентності, втрата гемаглютинувальної активності, зміна морфології, а іноді й антигенної структури віріонів. Внаслідок зміни реактивності клітин і властивостей вірусів клінічні прояви П. вірусів можуть істотно відрізнятися від симптомів гострої інфекції, спричиненої тим же вірусом.